# Patricia Woolley
Patricia Woolley, född 1932 i Denmark, Western Australia, är en australisk zoolog. Hon forskar främst om rovpungdjur.
Woolley började studera matematik och fysik vid University of Western Australia och hon byte kort efteråt till zoologi. Hon fick sin examen som Bachelor of Science 1955 och började forska om pungdjur. När hon började undersöka mindre rovpungdjur var denna djurgrupp nästan okänd på grund av att andra forskare var specialiserade på kängurudjur.
Woolley upptäckte det unika fortplantningssättet hos små rovpungdjur där alla hannar dör efter den korta parningstiden. Hennes undersökningar medförde dessutom en uppdelning av djurgruppen pungspetsekorrar (tidigare alla sammanfogat i släktet Antechinus) i flera släkten.
Rovpungdjuret Pseudantechinus woolleyae är uppkallat efter Patricia Woolley.
Andra utmärkelser:
- Hederspris från Society of Woman Geographers.
- Utmärkt levande ledamot av Australian Mammal Society.
- Utmärkt levande ledamot av American Society of Mammalogists.